# Otín
Otín är en ort i Tjeckien.   Den ligger i regionen Vysočina, i den centrala delen av landet, 130 km sydost om huvudstaden Prag. Otín ligger 514 meter över havet och antalet invånare är 265.
Terrängen runt Otín är huvudsakligen platt, men norrut är den kuperad.Runt Otín är det ganska tätbefolkat, med 93 invånare per kvadratkilometer. Närmaste större samhälle är Třebíč, 16,5 km söder om Otín. Trakten runt Otín består till största delen av jordbruksmark.